# ذي كالب الأعلى (القريشية)

تعديل مصدري - تعديل

ذي كالب الأعلى هي إحدى قرى عزلة قيفه آل محن يزيد بمديرية القريشية التابعة لمحافظة البيضاء، بلغ تعداد سكانها 328 نسمة حسب تعداد اليمن لعام 2004.